# مانويل كانتي
مانويل كانتي (بالفرنسية: Manuel Kanté)‏ هو لاعب كرة قدم مالي في مركز الوسط، ولد في 21 أغسطس 1986 في باريس في فرنسا. لعب مع نادي باولم ونادي ساوثيند يونايتد ونادي فاراجدين ونادي فالكيرك.

## وصلات خارجية
- مانويل كانتي على موقع قاعدة بيانات كرة القدم.إي يو (الإنجليزية)
- مانويل كانتي على موقع عالم كرة القدم.نت (الإنجليزية)